# فرودگاه هندرابی
فرودگاه هندورابی فرودگاهی واقع در جزیره هندورابی در استان هرمزگان ایران و وابسته به سازمان منطقه آزاد تجاری کیش است. این فرودگاه در ارتفاع ۲۲ متری از سطح دریا واقع شده و طول باند آن ۱۶۳۰ متر است.
این فرودگاه در تیر ماه ۱۳۹۶ با حضور اسحاق جهانگیری معاون اول رئیس‌جمهوری وقت افتتاح شد. حجم سرمایه‌گذاری و اشتغال‌زایی مستقیم در فرودگاه هندورابی به ترتیب ۵۱۵ میلیارد ریال و ۱۵۰ نفر است.